# In This Light and on This Evening
In This Light and on This Evening é o terceiro álbum de estúdio da banda britânica de pós-punk Editors.
É um álbum totalmente diferente dos seus antecessores onde as guitarras foram trocadas pelos sintetizadores.
No entanto acaba por ser um óptimo trabalho de estúdio onde os maiores destaques são as faixas "Papillon", "You Don´t Know Love", e "The Boxer". Atingiu a primeira posição da parada inglesa.[carece de fontes?]

## Faixas
1. "In This Light and On This Evening" - 4:23
2. "Bricks and Mortar" - 6:23
3. "Papillon" - 5:26
4. "You Don't Know Love" - 4:41
5. "The Big Exit" - 4:46
6. "The Boxer" - 4:42
7. "Like Treasure" - 4:54
8. "Eat Raw Meat = Blood Drool" - 4:55
9. "Walk the Fleet Road" - 3:47